# Ваврисевич, Николай Михайлович
Николай Михайлович Ваврисевич (укр. Микола Михайлович Ваврисевич; 1 декабря 1891, г. Городло, Холмщина (теперь Польша) — 30 октября 1978, Владимир-Волынский) — украинский педагог, краевед, этнограф, писатель, журналист и общественный деятель.

## Биография
Родился в семье священника и учителя. В 1910 году окончил Холмскую гимназию и поступил на филологический факультет Киевского университета св. Владимира. В 1912 был исключён за активное участие в политических акциях, направленных против царизма и осуждён на полгода. Судьба свела его с профессором Николаем Перетцом, у которого пришлось работать. При поддержке учёного молодой Ваврисевич поступил в Петроградский университет и на вечернюю форму обучения в столичный Археологический институт. Окончил оба учебных заведения в 1917 году.
В совершенстве владел французским, латинским, немецким языками. Непростые жизненные обстоятельства заставили Ваврисевича вернуться на Холмщину. Там, вместе с женой и двумя сыновьями работал в собственной хозяйстве.
Краеведческую деятельность Н. Ваврисевич начал ещё живя на Холмщине. Был автором и редактором Волынского и Холмского народных календарей-советчиков на разные случаи крестьянской жизни, которые издавал с 1923 по 1939 годы и в 1942 году при поддержке Православной церкви. Один из критических материалов в адрес Церкви, привёл к тому, что выпуск календарей был прекращён.
Как краевед Н. Ваврисевич оставил после себя след ещё и тем, что на Холмщине собирал украинские народные песни. Он объединил эти народные жемчужины в песенник «Поширюймо нашу народну пісню». Среди собранных краеведом песен есть такие духовные сокровища украинского языка, как «Тиха вода бережки зносить», «Пішла мати на село», «Ой ходила дівчина бережком» и др.
С осени 1917 года Ваврисевич работал инспектором народного образования в Черкассах, а с 1918 — заведующим Смелянских украинских педагогических курсов. Затем работал учителем в частной украинской гимназии в Ровно.
Преследования со стороны властей Польши, сделали его сторонником коммунистических идей.
В 1930 году он был уволен за принадлежность к КПЗУ и сослан польскими властями в концлагерь в Берёзе-Картузской. В 1939 году Н. Ваврисевич поселился во Владимире-Волынском, где учились его сыновья и прожил здесь до конца жизни. Работал учителем немецкого языка в гимназии. Некоторое время работал во Львовском историческом музее.
Н. Ваврисевич, вместе с женой и сыновьями в годы Второй мировой войны спас во Владимире-Волынском несколько еврейских семей.
Сейчас на Аллее праведников в Иерусалиме растут деревья в честь семьи Ваврисевичей.
После войны написал письмо Сталину, выслал ему свои пьесы и пожаловался на Павла Тычину, Корнейчука, Ванду Василевскую, о том, что те не хотят помочь ему в сочинительстве, за что был осуждён на 10 лет. Лишь вмешательство его родственников, которые обратилась с письмом в Верховный Суд ССР, в 1954 году Ваврисевич был освобождён из заключения.
После освобождения продолжил работать в школах Волыни, преподавал биологию и немецкий язык.

## Творчество
Автор — 25 пьес, 7 комедий и 25 сценариев для клубов. Среди пьес:
- «Бачили очі»,
- «Сватання незграби»,
- «В тилу ворога»,
- «Помилка суду»,
- «Ревізія в колгоспі» и др.

Оставил интересные для краеведов мемуары «У праці і борні».